# Hans de Rees
Hans de Rees, född oktober 1661 i Västerviks församling, död mars 1721 i Västerviks församling, var en svensk ämbetsman.

## Biografi
de Rees föddes 1661 i Västerviks församling. Han var son till handelsmannen Johan de Rees och Anna Bauman. Han var från 1705 till 1713 justitieborgmästare i Västervik. Hans de Rees avled 1721 i Västerviks församling och begravdes 7 mars samma år.

### Familj
Hans de Rees gifte sig 1 januari 1685 i Västervik med Maria Maville (1664–1720). De fick tillsammans barnen Daniel de Rees (född 1685), Anna de Rees (född 1686) som var gift med handelsmannen David Mühlenbruch i Kalmar, Jean Baptiste de Rees (1688–1688), Jean Baptiste de Rees (född 1689), handelsmannen Erik de Rees (1691–1757), handelsmannen Johan de Rees (1693–1722), Ingrid Maria de Rees (1694–1709), Catharina de Rees (1696–1697), Catharina de Rees (1698–1780) som var gift med borgmästaren Reinhold Apiarius i Västervik och en dotter (1700–1700).